# Нуази-ле-Сек
Нуази́-ле-Сек (фр. Noisy-le-Sec) — коммуна во Франции, расположенная в департаменте Сен-Сен-Дени региона Иль-де-Франс. Входит в состав кантона Бобиньи. Округ коммуны — Бобиньи.
Код INSEE коммуны — 93053.

## География
Нуази-ле-Сек находится на расстоянии 9,5 км от Парижа и считается одним из его восточных пригородов. Граничит с коммунами Бобиньи, Бонди, Монтрёй, Роменвиль и Рони-су-Буа.
Коммуна расположена на склонах плато Роменвиль. Природных рек на её территории нет, однако через Нуази-ле-Сек проходят Уркский канал и акведук Дюис.
Климат умеренный, близок к океаническому и континентальному.

## История
Первая часть названия «Нуази-ле-Сек» происходит от латинского nucetum — «ореховая роща»; вторая часть — французское слово sec («сухой») — говорит о том, что в этой местности мало природных источников.
По всей видимости, поселения на этой территории существовали с первобытных времён. Собственно поселение Нуцетум возникло, вероятно, в начале нашей эры, однако первые документированные упоминания о нём относятся лишь к IX веку.
В период Средневековья земли Нуази принадлежали близлежащим аббатствам: Сен-Мор-де-Фоссе, Сен-Мартен-де-Шан, Сен-Дени и др.
Нуази-ле-Сек был одним из мест, где при Карле IX протестантам дозволялось исповедовать свою религию.

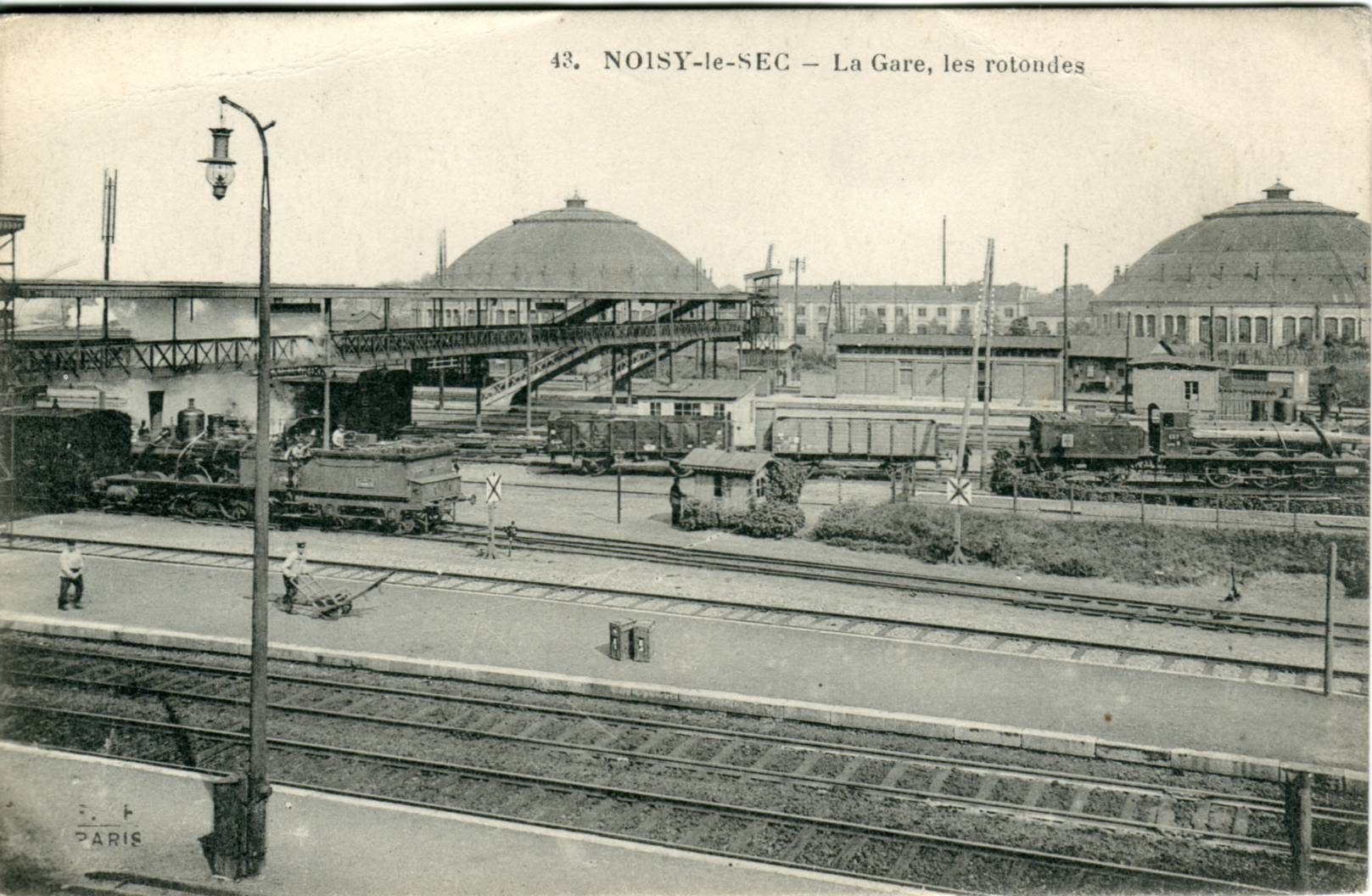
Вокзал Нуази-ле-Сек до Первой мировой войны

Вплоть до XIX века Нуази-ле-Сек оставался скромным поселением, население которого занималось сельским хозяйством, в том числе разведением винограда. Положение изменилось начиная с 5 июля 1849 года, когда открылась линия железной дороги, соединяющая Нуази с Парижем: вскоре Нуази стал популярным местом летнего отдыха состоятельных парижан. Наблюдается быстрый экономический и демографический рост коммуны: в период с 1851 по 1911 год население возросло с 2010 до 13 648 обитателей.
В начале XX века Нуази-ле-Сек — важный железнодорожный узел, точка пересечения трёх железнодорожных линий. Во время Первой мировой войны город играл ключевую роль в железнодорожном сообщении Франции.
Во время Второй мировой войны Нуази-ле-Сек сильно пострадал из-за бомбардировки 18 апреля 1944 года, фактически превратившей город в руины. По окончании войны в городе был реализован оригинальный проект реконструкции: чтобы быстро расселить население, оставшееся без жилья, в квартале Мерлан создаётся экспериментальный городок, состоящий из сборных домов, а в районе вокзала строятся многоквартирные дома.
На сегодняшний день коммуна Нуази-ле-Сек состоит из 9 кварталов и имеет население около 41 000 человек.

## Герб
Герб коммуны был утверждён в 1942 году. Гроздья винограда и колосья пшеницы на синем фоне напоминают о роли сельского хозяйства в истории поселения. На гербе также изображены стилизованные ядра орехов. Хотя последние ореховые деревья, от которых произошло название коммуны, вымерзли во время морозов 1870—1871 гг., память о них увековечена в гербе города. Внизу к гербу примыкает Военный крест с пальмовой ветвью, которым Нуази-ле-Сек был награждён в память о жертвах бомбардировок и о той роли, которую он сыграл в деле Сопротивления.

## Население
Население коммуны на 2013 год составляло 41 125 человек.
| 1962   | 1968   | 1975   | 1982   | 1990   | 1999   | 2008   | 2013   |
| ------ | ------ | ------ | ------ | ------ | ------ | ------ | ------ |
| 31 187 | 34 079 | 37 734 | 36 880 | 36 309 | 37 312 | 38 713 | 41 125 |

## Экономика
По состоянию на 2013 год в городе имелось 2712 различных предприятий и учреждений. Из них большая часть (67,3 %) связана с транспортом, торговлей и сферой услуг; 17,6 % со строительством, 4,3 % с промышленностью. На сельское хозяйство приходилось лишь 0,1 %.

## Транспорт
Нуази-ле-Сек обладает хорошо развитой транспортной инфраструктурой.
 Линия E RER связывает коммуну с Парижем.
Нуази-ле-Сек — конечная станция трамвайной линии Т1.
В городе функционируют 10 автобусных маршрутов.

## Достопримечательности
- церковь Сент-Этьен (фр. église Saint-Étienne);
- церковь св. Иоанна Крестителя (фр. église Saint-Jean-Baptiste);
- здание городской ратуши;
- экспериментальная застройка квартала Мерлан[15].

## Известные личности
В Нуази-ле-Сек проживали:
- Анри Муассан (химик, нобелевский лауреат),
- Филипп Ярнах (немецкий композитор),
- Жан Деланнуа (актёр, кинорежиссёр, сценарист),
- Сансеверино (французский певец),
- Александр Ходзько (польский поэт, востоковед)
- Себастьян Коршья (французский футболист).

## Города-побратимы
- Арганда-дель-Рей, Испания
- Джоволь, Мавритания